# Olympische Sommerspiele 1992/Teilnehmer (Angola)
| Gelbes Symbol für Goldmedaillen mit stilisierten Olympischen Ringen | Graues Symbol für Silbermedaillen mit stilisierten Olympischen Ringen | Braundes Symbol für Bronzemedaillen mit stilisierten Olympischen Ringen |
| ------------------------------------------------------------------- | --------------------------------------------------------------------- | ----------------------------------------------------------------------- |
| —                                                                   | —                                                                     | —                                                                       |

Angola nahm an den Olympischen Sommerspielen 1992 in Barcelona, Spanien, mit einer Delegation von 28 Sportlern (25 Männer und drei Frauen) teil.

## Teilnehmer nach Sportarten

### Basketball
- Herrenteam
10. Platz

- Kader
Benjamim João Romano
Herlander Coimbra
Jean-Jacques da Conceição
Victor de Carvalho
David Dias
José Carlos Guimarães
Paulo Macedo
Aníbal Moreira
Nelson Sardinha
Manuel Sousa
Ângelo Victoriano
Benjamim Ucuahamba

### Boxen
- Francisco Moniz
Weltergewicht: 17. Platz

### Judo
- Francisco de Souza
Superleichtgewicht: 23. Platz

- José Maria de Jesús
Leichtgewicht: 34. Platz

- João de Souza
Halbmittelgewicht: 22. Platz

- Moisés Torres
Halbschwergewicht: 13. Platz

### Leichtathletik
- Afonso Ferraz
100 Meter: Vorläufe

- João Francisco Capindica
400 Meter: Vorläufe

- João N’Tyamba
800 Meter: Vorläufe
1500 Meter: Vorläufe

- António dos Santos
Dreisprung: 40. Platz in der Qualifikation

- Ana Isabel Elias
Frauen, 1500 Meter: Vorläufe
Frauen, 3000 Meter: Vorläufe

### Schwimmen
- Pedro Lima
50 Meter Freistil: 43. Platz
100 Meter Freistil: 53. Platz

- Elsa Freire
Frauen, 50 Meter Freistil: 50. Platz
Frauen, 100 Meter Freistil: 48. Platz
Frauen, 100 Meter Schmetterling: 48. Platz

- Nádia Cruz
Frauen, 100 Meter Brust: 41. Platz

### Segeln
- João Neto
Finn-Dinghy: 28. Platz

- Eliseu Ganda
470er: 37. Platz

- Luvambu Filipe
470er: 37. Platz